# I'm the Max-Level Newbie

I'm the Max-Level Newbie (Titre d'origine :나 혼자 만렙 뉴비 ) est un manhwa coréen du sud en 2021.Il s'agit de l'adaptation du light novel du même nom écrit par Maslow sorti en 2009. Il fut adapté par REDICE Studio en webtoon, WAN.Z chargé de l'écriture et le collectif Swingbat pour les illustrations,. Il est publié en ligne chez Naver, une plateforme de webtoon coréenne du sud.

## Résumé
Après avoir été le seul joueur à atteindre le niveau maximal et à terminer le jeu en ligne de réalité virtuelle intitulé « La tour de l'épreuve », le streamer Kang Jinhyeok envisage de mettre un terme à son activité. Mais le jour où il annonce sa décision, la tour virtuelle se matérialise soudainement dans le monde réel, avec un message stipulant que l'humanité disparaîtra si tous les joueurs ne parviennent pas à la vaincre dans un délai de 90 jours. Fort de sa connaissance complète du jeu, Jin‑Hyuk prend l’ascendant sur les autres participants et entreprend de conquérir la tour pour sauver l’humanité

## Fiche technique
- Titre original : Na Honja Manrep Newbie / 나 혼자 만렙 뉴비
- Origine :   Corée du Sud
- Date de sortie : 29 juillet 2021[5]
- Type :  Manhwa
- Plateforme de diffusion:  Webtoon, Naver, Tappytoon ou Yonder
- Genres :   Action, Fantastique, Humour
- Thèmes :  Apocalypse - Jeux vidéo
- Scénariste :   WAN.Z
- Dessinateur :  Swingbat
- Auteur original : Maslow
- Éditeur VO :  Naver
- Nb chapitres VO :  157 (En cours)
- Nb chapitres VF :  205 (En cours)
- Nombre de lecteur : 39,7 M (2025)

## Jeux video
En février 2024, Com2uS Holdings a annoncé une collaboration avec le webtoon I'm the Max-Level Newbie pour intégrer ses personnages dans le jeu mobile Soul Strike. Cette initiative vise à exploiter la popularité du webtoon en y intégrant des compagnons mythiques, dont le protagoniste Kang Jinhyeok. Toutefois, aucune date officielle de sortie du jeu mobile adapté n’a été communiquée à ce jour.

## Adaptation en web drama
En 2025, une adaptation en web drama du webtoon I'm the Max-Level Newbie a été annoncée. La série met en vedette Kim Kang-min dans le rôle principal de Kang Jinhyeok, accompagné de Seo Jeong-yeon et d'autres acteurs confirmés. La production est prévue pour une diffusion sur la plateforme wavve à partir du second semestre 2025.
La réalisation est assurée par le réalisateur Lee Yong-seok, reconnu pour ses précédents travaux dans le domaine du web drama.

## Référence
1. ↑  (ko) « WORK », sur 스윙뱃 공식 홈페이지 (consulté le 28 juin 2025)
2. ↑  « REDICE STUDIO », sur www.red-ice.me (consulté le 28 juin 2025)
3. ↑  (ko) « About | 스튜디오 스윙뱃| 스윙뱃 », sur 스윙뱃 공식 홈페이지 (consulté le 27 juin 2025)
4. ↑  (ko) 여준욱, « 컴투스홀딩스 '소울 스트라이크', 네이버 인기 웹툰 ‘역대급 영지 설계사’ 협업 », sur YTN,‎ 24 février 2025 (consulté le 28 juin 2025)
5. ↑  (ko-Hani) WAN.Z,  Swingbat, « 나 혼자 만렙 뉴비 », sur comic.naver.com,‎ 2021 (consulté le 2025)
6. ↑  (ko) « 다에리소프트, 네이버웹툰 '99강화나무몽둥이', '나 혼자 만렙 뉴비' 게임 개발 », sur game.donga.com,‎ 6 novembre 2023 (consulté le 28 juin 2025)
7. ↑  콜리 Colley, « 실사 드라마 제작 예정 | 콜리(Colley) », sur 콜리(Colley) - 나의 취향 공유 덕질 플랫폼 (consulté le 28 juin 2025)